# جوناثان هاريس (لاعب كرة قدم أمريكية)
جوناثان هاريس (بالإنجليزية: Jonathan Harris)‏ هو لاعب كرة قدم أمريكية أمريكي، ولد في 4 أغسطس 1996.

## وصلات خارجية
- جوناثان هاريس على موقع مرجع كرة القدم المحترفة.كوم (الإنجليزية)